# Крістал Лара
Крістал Лара (англ. Krystal Lara, 18 березня 1998) — американська плавчиня. Учасниця Олімпійських Ігор 2020 року. Призерка Ігор Центральної Америки і Карибського басейну 2018 року.

## Кар'єра
Перший національний етап Лара провела на Олімпійських іграх 2016 року в США, на які вона кваліфікувалася на дистанції 100 метрів на спині. Вона посіла 86-е місце з часом 1.03.59.
На своєму першому національному чемпіонаті Домініканської Республіки з плавання 2018 року Campeonatos Nacionales FEDONA Лара побила п'ять національних рекордів, серед яких 100 вільним стилем, 50 на спині, 100 на спині, 200 на спині та 100 батерфляєм. Вона повторила ці рекорди на Іграх Центральної Америки та Карибського басейну 2018 року в Барранкільї, Колумбія. Лара виграла бронзу на дистанції 100 на спині з часом 1.01,39, лише 0,05 секунди не вистачило до срібла і 0,09 секунди до золота. На дистанції 200 на спині вона здобула срібло з часом 2.13,82, також за 0,12 секунди до золота. Лара не потрапила на п'єдестал пошани на дистанції 100 батерфляєм, посівши четверте місце з часом 1.00,48.
Лара перервала 28-річну медальну посуху, коли виграла бронзову медаль на дистанції 100 на спині. Вона також стала першою домініканською плавчинею в історії, яка виграла срібну медаль на цих іграх. Вона була включена до складу олімпійської збірної Домініканської Республіки на відкладену Олімпіаду 2020 року в Токіо.
На VII Міжнародному відкритому чемпіонаті Домініканської Республіки з плавання Лара побила 34-річний рекорд на дистанції 200 метрів батерфляєм з часом 2:15.83. Наразі їй належить 13 національних рекордів Домініканської Республіки.